# Thelypteris boydiae
Thelypteris boydiae là một loài dương xỉ trong họ Thelypteridaceae. Loài này được K. Iwats. mô tả khoa học đầu tiên năm 1964.